# رامین (زنجان)
روستایی از توابع بخش مرکزی شهرستان زنجان در استان زنجان ایران است.

## جمعیت
این روستا در دهستان معجزات قرار دارد و براساس سرشماری مرکز آمار ایران [سرشماری عمومی نفوس و مسکن در سال 1390]، جمعیت آن 887 نفر (۲۳۶خانوار) است.